# Paul Healion
Paul Healion (* 3. Juni 1978 in Dublin; † 16. August 2009 bei Ardee, County Louth) war ein irischer Bahn- und Straßenradrennfahrer.

## Karriere
Paul Healion wurde im Jahr 2000 irischer Meister im Einzelzeitfahren. In der Saison 2004 wurde er nationaler Bahnradmeister in der Einerverfolgung. Im nächsten Jahr fuhr er ab September für die Mannschaft Driving Force Logistics und 2006 wechselte er zu Murphy & Gunn. Dort gewann er eine Etappe und die Gesamtwertung beim Ras Mumhan und zwei Etappen bei der Tour of Ulster. Außerdem war er beim Stephen Roche Grand Prix erfolgreich. In der nächsten Saison gewann er wieder ein Teilstück beim Ras Mumhan. Seit 2008 fuhr Healion für das irische Continental Team Pezula Racing.
Er starb am 16. August 2009 infolge eines Verkehrsunfalls.

## Erfolge

### Straße
2000
- Irischer Meister – Einzelzeitfahren

2008
- Irischer Meister – Einzelzeitfahren

2009
- eine Etappe FBD Insurance Rás
- Irischer Meister – Kriterium

### Bahn
2004
- Irischer Meister – Einerverfolgung

### Teams
- 2005 Driving Force Logistics (ab 12.09.)
- 2006 Murphy & Gunn
- 2007 Murphy & Gunn-Newlyn-M. Donnelly-Sean Kelly
- 2008 Pezula Racing